# 934

## Догађаји
- Муслимани заузимају град Бургос.
- 934 (према „Краљевским аналима“, или 947) – Ерик Крвава Секира бежи из Норвешке.
- Хенрик I Птичар побеђује шведског вођу у јужном Јутланду Гнупеа и приморава га да прихвати крштење.
- Печенези и Мађари ратују против Византије.
- Почетак успешних угарских похода на Прво бугарско царство и Кнежевину Србију (в. 943, 948, 958).
- Мађари заузимају целу Тракију и стижу до Цариграда.
- Богумилско учење је у Бугарском царству проглашено за јерес. Богумили се прогоне и хапсе.
- Калиф Кахир је заслепљен од Гулама (Тура).
- Заузимање Мелитене од стране Византинаца. Роман I Лакапин издаје декрет са циљем да заштити слободну комуналну својину на земљишту од насртаја дината (установили су прече право сродника и суседа да купују земљишне парцеле и вратили парцеле које је динати незаконито отуђила).
- Српски кнез Часлав Клонимировић, се вратио из бугарске престонице Преслав у Србије. Према Порфирогениту, он и његова четворица пратилаца у земљи нису нашли никог до педесетак самаца без жена и деце. Уз помоћ богатих дарова, сарадње и доброчинстава византијског цара Романа I Лакапина, коме се обавезао на оданост, Часлав је успео да организује живот у земљи, да је обнови и поново насели избеглим становништвом и да се учврсти као кнез.